# Каја Панчић Миленковић
Каја Панчић Миленковић ( Рагодеш, код Пирота, 27. април 1958) српска је књижевница и новинарка.

## Биографија
Гимназију је завршила у Пироту а касније Филозофски факултет Универзитета у Нишу, одсек социологија.
Од 1987. до 1999. године живела је и радила у Урошевцу, а од 1999. године живи у Пироту и ради као новинарка у недељнику “Слобода”.
Пише поезију и прозу. Објавила је неколико збирки поезије.
Чланица је Удружења новинара Србије и Удружења књижевника Србије.

## Награде
Добитница је награда: Косовски божур, Златни печат правитељствујушчег совјета сербског, Драгојло Дудић, Венедикт Цреповић и Стојан Степановић.
Године 2017. примила је награду „Микина чаша” коју Нишки културни центар додељује у знак сећања на идејног творца Књижевне колоније Сићево, писца Михајла Игњатовића.

## Дела
- Први дан говора (1994)
- Божји цвет (1995)
- Мера (1996)
- Час новије историје (2016)
- Бескућник у излогу (2017)
- У два корака (2021)
- Лица љубави (2021)

## Галерија
- Промоција књиге у Народној библиотеци Пирот
- Промоција књиге у Народној библиотеци Пирот